# レッジェ (小惑星)
レッジェ (3778 Regge) は小惑星帯にある小惑星。ワルテル・フェレーリがラ・シヤ天文台で発見した。
イタリアの理論物理学者、トゥーリオ・レッジェに因んで名付けられた。